# Ingrid Tieken-Boon van Ostade
Ingrid Tieken-Boon van Ostade (ur. 1954 w Hadze) – holenderska językoznawczyni, profesor angielskiej lingwistyki socjohistorycznej w Centrum Językoznawstwa Uniwersytetu w Lejdzie.
W swojej twórczości porusza problematykę językową w ujęciu socjohistorycznym, m.in. negację w języku angielskim, funkcjonowanie historycznych społeczności językowych, przebieg standaryzacji językowej i język XVIII-wiecznego piśmiennictwa. Do jej nowszych publikacji należy książka na temat Roberta Lowtha (autora jednego z najbardziej wpływowych podręczników gramatycznych). Jej praca nad wspólnym projektem dotyczącym angielskiej praktyki językowej została zaprezentowana w programie Making History (BBC Radio 4).
Redaguje czasopismo „Historical Sociolinguistics and Sociohistorical linguistics” i przedstawia sesje plenarne na istotnych konferencjach i sympozjach lingwistycznych. Nadzoruje także projekt Bridging the Unbridgeable: linguists, prescriptivists and the general public.
W 2014 r. stała się członkinią Królewskiej Holenderskiej Akademii Sztuk i Nauk.

## Wybrana twórczość
- The Bishop’s Grammar: Robert Lowth and the Rise of Prescriptivism (2010)
- An Introduction to Late Modern English (2009)
- Two hundred years of Lindley Murray (1996, red.)
- The two versions of Malory’s Morte Darthur: Multiple negation and the editing of the text (1995)